# Raja piaskowa
Raja piaskowa (Leucoraja circularis) – gatunek ryby chrzęstnoszkieletowe z rodziny rajowatych (Rajidae).

## Występowanie
Północny Atlantyk od Wysp Owczych, Szetlandów do wybrzeża północno-zachodniej Afryki.
Występuje na głębokościach od 70 do 100 m, wyjątkowo głębiej, nad dnem piaszczystym.

## Cechy morfologiczne
Osiąga długość maksymalnie do 1,2 m. Ciało spłaszczone grzbietobrzusznie o kształcie szerokiej rombowatej tarczy, przednia krawędź lekko wycięta. Płetwy piersiowe szerokie, silnie zaokrąglone. Pysk nieznacznie wydłużony, rozwartokątny. Na stronie grzbietowej liczne kolce, na bokach trzonu ogonowego po bokach po jednym rzędzie kolców. Strona brzuszna gładka. Uzębienie składa się z 60–84 spiczastych zębów w każdej szczęce. Dwie małe płetwy grzbietowe osadzone są blisko siebie na końcu na końcu długiego, płaskiego trzonu ogonowego. Płetwa ogonowa uwsteczniona.
Strona grzbietowa jasno-, pomarańczowo- lub czerwonawobrązowa, jednobarwna lub z kilkoma małymi białawymi lub żółtawymi plamami, położonymi symetrycznie na płetwach piersiowych. Strona brzuszna biała

## Odżywianie
Żywi się małymi zwierzętami żyjącymi na przy dnie, głównie wieloszczety, skorupiaki i nieduże ryby, także niewielkie małże i ślimaki.

## Rozród
Ryba jajorodna.